# キャロライン洋子
キャロライン 洋子（キャロライン ようこ、1962年〈昭和37年〉8月10日 - ）は、日本（アメリカ国籍）の元タレント。テレビ、ラジオ、アテレコ、CM、雑誌などで幅広く活躍した。本名はキャロライン・ナーン・カフ（Caroline Nan Koff）。別名キャロライン・キャムダー（Caroline Kamdar）、キャロライン・コス（Caroline Koss）。黒沢浩（William Hiroshi Koff）は兄。

## 略歴
船舶会社に勤務するアメリカ人の父と日本人の母の間に東京で生まれ育つ。3歳の時、兄と共に劇団若草に入り、読売テレビ『パパのおくりもの』等に出演。1960年代より主に子役としてテレビ・舞台等で活躍、また、子供モデル（写真モデル）としての活動もある。NHK教育放送の英語教育番組、ドッグフード（ビタワン）のCMなどに出演していた。なかよしの読者コーナーを担当していたこともある。
私生活では、幼稚園から高校までアメリカンスクールに通った。東京都調布市の私立ASIJを1980年に卒業。上智大学に進学、心理学を1年間学んで退学、19歳で父の祖国アメリカに移り、1981年にオレゴン州立大学入学。程なくしてタレント活動を停止。大学時代は数理科学と数学を専攻し、1986年（昭和55年）、オレゴン州立大学科学部コンピューター科学学科の大学院に入学、人工知能を研究。1988年に修士の学位（M.S. of Computer Science）を得る。大学院修了後はヒューレット・パッカード社に入社しソフトウェア担当となる。2009年より同社 Globalization Program Manager、2012年より同社 Internationalization Consulting and Localization Program Manager。米国コロラド州フォート・コリンズ在住。

## 出演
※太字は主役・メインキャラクター

### テレビドラマ
- パパのおくりもの（1965年、よみうりテレビ）
- シークレット部隊（1972年、TBS） 第3話ゲスト
- どっこい大作（1973年、NET）　ゲスト
- 少年探偵団（1975年、日本テレビ）- 小林圭子 / キャシー中川 役（1～2話）
- 終戦記念特集『マリコ』（1981年、NHK総合）- マリコ・テラサキ・ミラー 役

### 情報・バラエティ番組
- 巨泉・前武ゲバゲバ90分!（1969年、日本テレビ）
- ゲバゲバ一座のちょんまげ90分!（1971年、日本テレビ）
- まんがジョッキー（1973年 - 1974年、日本テレビ - レギュラー
- こども面白館（1977年、NHK総合）- 坂本九とともに司会
- ザ・スーパーカー（1977年、TBS）- アシスタント、司会は大野しげひさ
- びっくり日本新記録（よみうりテレビ）- アシスタント、司会は大野しげひさ
- ドカンと一発60分!（NET）

### 舞台
- キャンディ・キャンディ（1977年、三越劇場） - 主演・キャンディス・ホワイト・アードレー[2]

### 吹き替え
- ふしぎの国のアリス（TBS版） - アリス
- 長くつ下のピッピ（1969年版） - ピッピ
- アメリカン・グラフィティ（フジテレビ版）- キャロル

### アニメ
- ジャン・バルジャン物語（1979年9月15日、フジテレビ） - コゼット

### ラジオ
- 基礎英語（1980年、NHKラジオ第2）マザーグースを歌唱

### 人形劇
- ヤンマーファミリーアワー 飛べ!孫悟空（1977年、TBS） - 八戒に追われた娘
- ペペとミミ（1978年 - 1981年、NHK教育）

### 教材
- ケンちゃん世界を回る Third Steps in English (日本ブリタニカ)

付属カセットテープ収録ドラマ゙内キャラ

　ジェニー・クラーク役

## ディスコグラフィ

### シングル
| #                      | 発売日        | A/B面 | タイトル               | 作詞                     | 作曲                     | 編曲                     | 規格品番 |
| RCA                    | RCA           | RCA   | RCA                    | RCA                      | RCA                      | RCA                      | RCA      |
| ---------------------- | ------------- | ----- | ---------------------- | ------------------------ | ------------------------ | ------------------------ | -------- |
| 1                      | 1970年 6月    | A面   | おしゃまなブンブン     | 片桐和子                 | 佐々木勉                 | 馬飼野俊一               | JRT-1081 |
| 1                      | 1970年 6月    | B面   | 日曜日が好きよ         | 片桐和子                 | 佐々木勉                 | 馬飼野俊一               | JRT-1081 |
| 2                      | 1971年 3月    | A面   | ゲバゲバおじさん       | 井上ひさし               | 宮川泰                   | 宮川泰                   | JRT-1145 |
| 2                      | 1971年 3月    | B面   | とっても素敵なあなた   | 片桐和子                 | 馬飼野俊一               | 馬飼野俊一               | JRT-1145 |
| 3                      | 1972年 2月    | A面   | おとなの不思議な世界   | 安井かずみ               | S.Paikov                 | 葵まさひこ               | JRT-1217 |
| 3                      | 1972年 2月    | B面   | サンライズ・サンセット | 【歌唱：ヘドバとダビデ】 | 【歌唱：ヘドバとダビデ】 | 【歌唱：ヘドバとダビデ】 | JRT-1217 |
| フィリップス・レコード |               |       |                        |                          |                          |                          |          |
| 4                      | 1972年 8月5日 | A面   | こいびと同志           | 阿久悠                   | 木村孝夫                 | 葵まさひこ               | FS-1716  |
| 4                      | 1972年 8月5日 | B面   | オネショのラブ・ソング | 尾ヶ瀬宏穂               | 小林亜星                 | 小林亜星                 | FS-1716  |
| 5                      | 1973年 3月    | A面   | すてきなプレゼント     | 小薗江圭子               | 高瀬タカシ               | 馬飼野康二               | FS-1735  |
| 5                      | 1973年 3月    | B面   | かわいいパンダ         | 千家和也                 | 小林亜星                 | 馬飼野康二               | FS-1735  |
| 6                      | 1978年 3月    | A面   | キャンディ・キャンディ | 名木田恵子               | 渡辺岳夫                 | 戸塚修                   | FS-2082  |
| 6                      | 1978年 3月    | B面   | あしたがすき           | 名木田恵子               | 渡辺岳夫                 | 戸塚修                   | FS-2082  |
| 東芝EMI                |               |       |                        |                          |                          |                          |          |
| 7                      | 1980年 1月    | A面   | シャムネコまりちゃん   | ふじはじめ               | 宇野誠一郎               | 宇野誠一郎               | TC-3052  |
| 7                      | 1980年 1月    | B面   | 雪さん空からこんにちは | 【歌唱：マイク真木】     | 【歌唱：マイク真木】     | 【歌唱：マイク真木】     | TC-3052  |

### ソノシート
| タイトル   | 曲名             | 発売年月日 | レーベル     | 規格品番 | 備考                                 |
| ---------- | ---------------- | ---------- | ------------ | -------- | ------------------------------------ |
| ペペとミミ | ペペとミミのうた | 1978年     | 朝日ソノラマ | EM-205   | 「岸部シロー＆キャロライン洋子」名義 |

### アルバム
| タイトル                      | 発売年月日 | レーベル     | 規格品番 | 備考 |
| ----------------------------- | ---------- | ------------ | -------- | ---- |
| 英語の童謡 マザーグースのうた | 1976年     | フィリップス | FS-5503  |      |

### その他
- キャッツ・アイ・ラブ
  - 1978年、『みんなのうた』で放送。放送での歌唱は「柳沢真一・キャロライン洋子」名義[5]。
  - 当時発売されたレコード（『NHKみんなのうたより Vol.15』キング、SKM(H)2303）では「キャロライン洋子・山田康雄」により吹き込まれた。
  - 放送時の音源・映像は、2004年に発売された12枚組DVDボックス『NHKみんなのうた DVD-BOX』の第7集（NHKエンタープライズ、2011年に単品でも販売）に収録された[6]。
- でんくるるの歌
  - 1979年、鈴鹿サーキットが制作したノベルティ盤。本楽曲はB面で、A面には、トランザムの「マイ・ワンダー・ランド」が収録されている（規格品番：HCT-2、制作：株式会社ホンダランド）。
  - 作詞：岡田冨美子／作曲・編曲：ボブ佐久間。

## 著書
- 『黒い瞳と星条旗 キャロライン洋子のアメリカ学園だより』（1986年、日本文華社）